# Between the Lines (Janis Ian)
Between the Lines è un album della cantautrice statunitense Janis Ian, pubblicato dall'etichetta discografica Columbia nel 1975.
L'album è prodotto da Brooks Arthur. I brani sono interamente composti dall'interprete.
Dal disco vengono tratti i singoli When the Party's Over, At Seventeen e In the Winter.

## Tracce

### Lato A
1. When the Party's Over
2. At Seventeen
3. From Me to You
4. Bright Lights and Promises
5. In the Winter
6. Water Colors

### Lato B
1. Between the Lines
2. The Come On
3. Light a Light
4. Tea & Sympathy
5. Lover's Lullaby